# Mimetus lingbaoshanensis
Mimetus lingbaoshanensis es una especie de araña araneomorfa del género Mimetus, familia Mimetidae. Fue descrita científicamente por Gan, Mi, Irfan, Peng, Ran & Zhan en 2019.
Habita en China. El macho holotipo mide 4,27 mm y la hembra paratipo 4,59 mm.